# Teal'c
Teal'c és un personatge de ficció de l'univers Stargate, interpretat per Christopher Judge.

## Biografia
En la sèrie televisiva Stargate SG-1, Teal'c és un guerrer jaffa que havia servit tota la seva vida al goa’uld Apophis, considerat un déu entre els de la seva raça, fins que va trair-lo al salvar Jack O’Neill, Daniel Jackson i Samantha Carter (capturats durant una missió) d'una mort segura, desobeint així les ordres que tenien ell i els seus homes d'executar-los. El Coronel O’Neill li ofereix refugi a la Terra com a mostra de gratitud pel seu gest, i a partir d'aquest moment es converteix en un membre més de l'SG-1, aportant no només la seva gran vàlua com a guerrer, sinó també els seus coneixements sobre els goa’uld.
Té un fill, anomenat Rya’c, i una dona, anomenada Drey'auc, i les seves habilitats com a guerrer les deu en gran part als ensenyaments del seu mestre, Bra’tac. Tot i la seva aparença, té una edat de 97 anys en començar la sèrie, a causa de la gran longevitat de què gaudeixen els Jaffa pel simbió de goa’uld que duen a l'interior.